# Philip Barton Key
Philip Barton Key, född 12 april 1757 i Cecil County, Maryland, död 28 juli 1815 i Georgetown (numera stadsdel i Washington, D.C.), var en amerikansk federalistisk politiker och jurist. Han var ledamot av USA:s representanthus 1807–1813. Han var farbror till Francis Scott Key.
Key tjänstgjorde i brittiska armén i amerikanska revolutionskriget. Han studerade juridik vid Middle Temple i London och återvände 1785 till Maryland för att fullborda sina juridikstudier. Han öppnade 1787 sin advokatpraktik i Leonardtown och flyttade 1790 till Annapolis. Key var ledamot av Marylands delegathus 1794–1799 och borgmästare i Annapolis 1797–1798. Mellan 1801 och 1802 tjänstgjorde han som domare i en federal domstol. År 1806 flyttade han till Montgomery County där han var verksam som jordbrukare. Federalisterna i Maryland nominerade honom till representanthuset där han satt i tre mandatperioder. Även kusinen Philip Key hade varit ledamot av representanthuset.